# John Clarke (ministro batista)

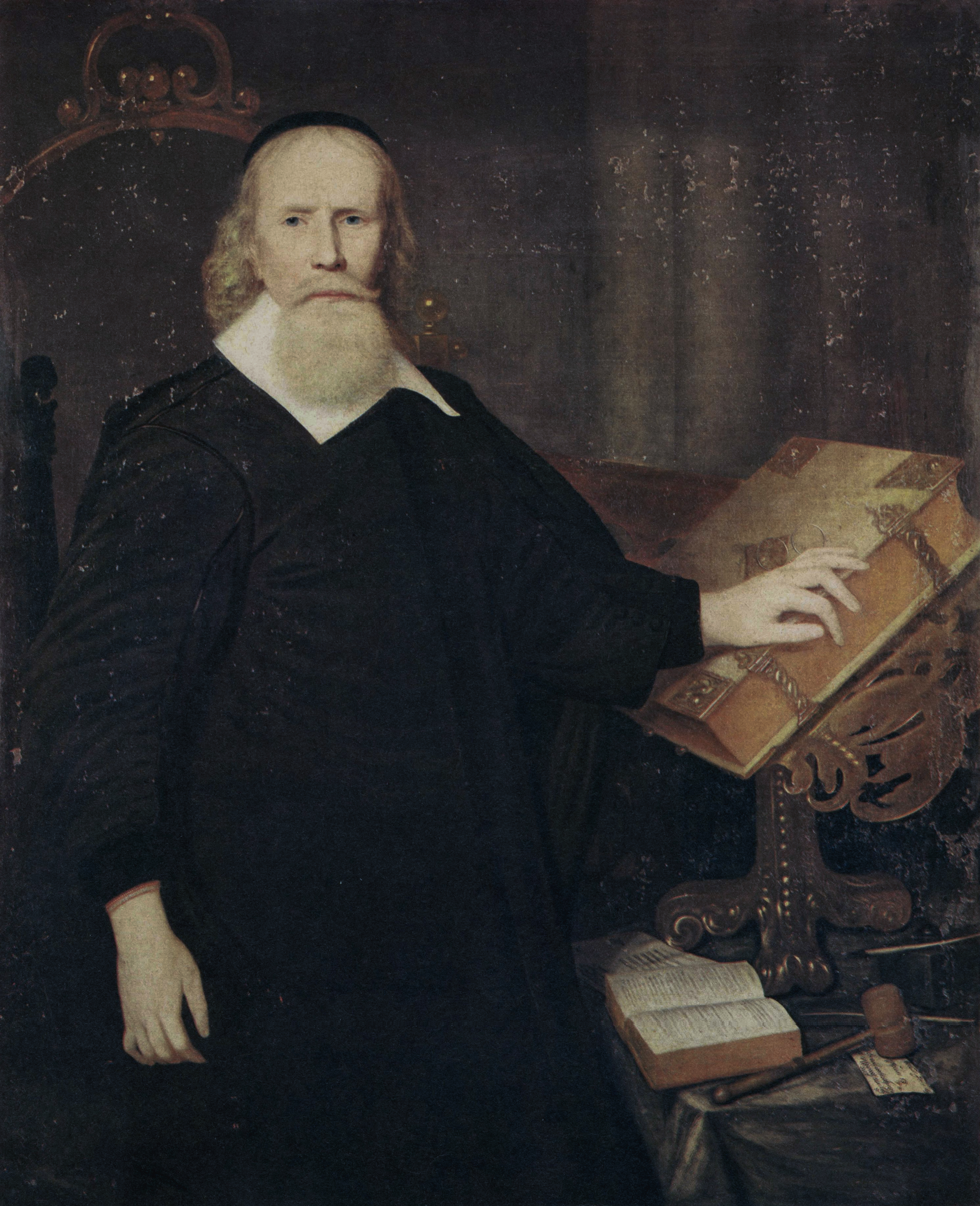
John Clarke

João Clarque (em inglês: John Clarke; 8 de outubro de 1609 - 20 de abril de 1676) foi um médico, político e ministro batista geral, co-fundador da Colônia de Rhode Island e Plantações de Providência, autor de sua influente carta e um dos principais defensores da liberdade religiosa na América.

## Vida
João Clarque nasceu em Westhorpe, Suffolk, Inglaterra. Ele recebeu uma educação extensiva, incluindo um bacharelado e mestrado em artes na Inglaterra, seguido de educação médica na Universidade de Leiden, Holanda. Ele chegou à Colônia da Baía de Massachusetts em 1637, já como um ministro batista ordenado, durante a Controvérsia Antinomiana e decidiu ir para a Ilha Aquidneck com muitos exilados do conflito. Ele se tornou co-fundador de Portsmouth e Newport, Rhode Island, e estabeleceu a segunda igreja batista da América em Newport. Os batistas eram considerados hereges e foram banidos de Massachusetts, mas Clarque queria fazer incursões lá e passou um tempo na prisão de Boston depois de fazer uma viagem missionária à cidade de Lynn, Massachusetts. Após seu mau tratamento na prisão, ele foi para a Inglaterra, onde publicou um livro sobre as perseguições aos batistas em Massachusetts e sobre suas crenças teológicas. A incipiente colônia de Rhode Island precisava de um agente na Inglaterra, então ele permaneceu lá por mais de uma década lidando com os interesses da colônia.
As outras colônias da Nova Inglaterra eram hostis a Rhode Island, e tanto a Baía de Massachusetts quanto a Colônia de Connecticut fizeram incursões no território de Rhode Island. Após a restauração da monarquia na Inglaterra em 1660, era imperativo que Rhode Island recebesse uma carta real para proteger sua integridade territorial. Era papel de Clarque obter tal documento, e ele viu isso como uma oportunidade de incluir liberdades religiosas nunca antes vistas em qualquer carta constitucional. Ele escreveu dez petições e cartas ao rei Charles II e negociou por meses com Connecticut sobre as fronteiras territoriais. Finalmente, ele redigiu a Carta Real de Rhode Island e a apresentou ao rei, e foi aprovada com o selo do rei em 8 de julho de 1663. Esta carta concedeu liberdade e liberdade religiosa sem precedentes aos habitantes de Rhode Island e permaneceu em vigor por 180 anos, tornando-se a carta constitucional mais duradoura da história.
Clarque voltou para Rhode Island após seu sucesso na obtenção da carta; ele se tornou muito ativo nos assuntos civis lá e continuou a pastorear sua igreja em Newport até sua morte em 1676. Ele deixou um extenso testamento, estabelecendo o primeiro fundo educacional na América. Ele era um ávido defensor da noção de liberdade da alma que foi incluída na carta de Rhode Island - e mais tarde na Constituição dos Estados Unidos.